# Charlon Kloof
Charlon Anduele Romano Kloof (Paramaribo, 20 marzo 1990) è un cestista olandese.

## Carriera
Con i Paesi Bassi ha disputato due edizioni dei Campionati europei (2015, 2022).

## Palmarès
- Campionato macedone: 1

MZT Skopje: 2016-17
- Coppa di Portogallo: 1

Porto: 2024